# Кастрич (залив)
Вижте пояснителната страница за други значения на Кастрич.
Кастрич е залив. Намира се в Южното Черноморие. В близост до залива има и нос със същото име.

## География
Намира се в близост до турската граница, както и на няколко километра от най-южната точка село Резово.